# Maquiagem Borrada
"Maquiagem Borrada" é uma canção do cantor brasileiro Zé Felipe. Foi lançada em 31 de maio de 2016 nas plataformas digitais e rádios.

## Vídeo musical
No dia 17 de junho de 2016 foi lançado um videoclipe oficial da canção nas plataformas Vevo/YouTube..

## Lista de faixas
- Download digital

1. "Maquiagem Borrada" - 2:42

## Desempenho nas tabelas musicais
| Parada (2016)                             | Melhor posição |
| ----------------------------------------- | -------------- |
| Brasil - Billboard Brasil Hot 100 Airplay | 5              |

### Tabelas de fim-de-ano
| Parada (2016)                             | Melhor posição |
| ----------------------------------------- | -------------- |
| Brasil - Billboard Brasil Hot 100 Airplay | 47             |